# Ulricha Johnson
Ulricha Johnson, född 7 augusti 1970, är en svensk skådespelare och sångare.
Johnson är utbildad musikalartist på Balettakademien samt skådespelare på Högskolan för scen och musik vid Göteborgs universitet.
Hon är även verksam som översättare från engelska av musikdramatik, främst musikal- och sångtexter.

## Filmografi
- 1996 – En fyra för tre (TV-serie)
- 1997 – Glappet
- 1998 – S:t Mikael (TV-serie)
- 1999 – Två som oss (TV-serie)
- 2000 – Moa & Malte
- 2000 – Det grovmaskiga nätet
- 2001 – Beck – Hämndens pris
- 2001 – Kommissarie Winter (TV-serie) Angela
- 2003 – Skeppsholmen Therese Atterhall
- 2003 – Tur & retur
- 2005 – 27 sekundmeter snö
- 2006 – Trubbel i Sagoland
- 2007 – Bror & syster (TV-serie)
- 2008 – Space Chimps
- 2008 – Mellan 11 och 12
- 2011 – Kommissarien och havet (TV-serie)
- 2012 – Arne Dahl: Upp till toppen av berget

## Teater

### Roller (ej komplett)
| År   | Roll                    | Produktion                                                                                              | Regi                | Teater                         |
| ---- | ----------------------- | --- | ------------------- | ------------------------------ |
| 1994 |                         | An der schönen blauen Donau (Geschichten aus dem Wiener Wald) Ödön von Horvath                          | Thomas Müller       | Borås stadsteater              |
| 2001 | Bagarhustrun            | Into the Woods Stephen Sondheim och James Lapine                                                        | Sven-Åke Gustavsson | Norrlandsoperan/ Profilteatern |
| 2002 | Lucy                    | Tolvskillingsoperan (Die Dreigroschenoper) Bertolt Brecht och Kurt Weill Översättning Sven Hugo Persson | Åsa Melldahl        | Östgötateatern                 |
| 2005 | Lilli Vanessi/Katharina | Kiss Me, Kate Cole Porter, Samuel Spewack och Bella Spewack                                             | Staffan Aspegren    | Göteborgsoperan                |

- My Fair Lady
- Miss Saigon